# Barbona
Barbona – miejscowość i gmina we Włoszech, w regionie Wenecja Euganejska, w prowincji Padwa.
Według danych na rok 2004 gminę zamieszkiwało 778 osób, 97,2 os./km².
Do gminy Barbona należą miejscowości: Lusia, Rovigo, Sant’Urbano, Vescovana.